# Ceromasia aurifrons
Ceromasia aurifrons là một loài ruồi trong họ Tachinidae.